# Ольденборгер, Владимир Васильевич
Владимир Васильевич Ольденборгер (27 июля 1863, Новгород-Северский, Черниговская губерния, Российская империя — 1 декабря 1921, Москва, РСФСР) — главный инженер Московского водопровода в начале XX века.

## Биография
Первоначальное образование в местной гимназии. Окончил Физико-математический факультет Московского университета в 1886 году, а также в 1889 году — Высшее московское техническое училище (будущее МГТУ им. Н. Э. Баумана).
С 1893 года — помощник инженера по стройке московской канализации, через полтора года после этого назначен механиком Алексеевской насосной станции Московского водопровода, где проработал до конца своей жизни, став главным инженером 14 сентября 1917 года.
Основные достижения в период работы на водопроводе — руководство по проектированию и постройке новых сооружений, связанных с расширением Мытищинского водоснабжения. Устройство новых буровых скважин, применение специальных насосов «Фарко», постройка новых машинных зданий на Мытищинской и Алексеевской насосных станциях, оборудование их котлами и насосами, расширение Алексеевского резервуара, прокладка 2-го 24 мм водопровода.
В 1918 году с предложением продолжить трамвайные пути от Рижского вокзала для продолжения работы водопровода он лично встретился с Владимиром Лениным. Владимир Ильич одобрил план Ольденборгера, назвав его «Нашим комиссаром воды».
Весной 1921 года на выборах депутатов в Моссовет рабочие насосной станции поддержали кандидатуру Ольденборгера, предпочтя его партийному руководителю Тимофею Седельникову. После этого Седельников начал травлю Ольденборгера (опубликовал статью против него в «Экономической жизни», позднее написал донос в ВЧК). 1 декабря 1921 года из-за преследований и ложных обвинений во вредительстве Ольденборгер покончил с собой. Делу о самоубийстве Ольденборгера Александр Солженицын посвятил одну из глав произведения «Архипелаг ГУЛАГ».
Владимир Ольденборгер похоронен на Алексеевском кладбище Москвы.

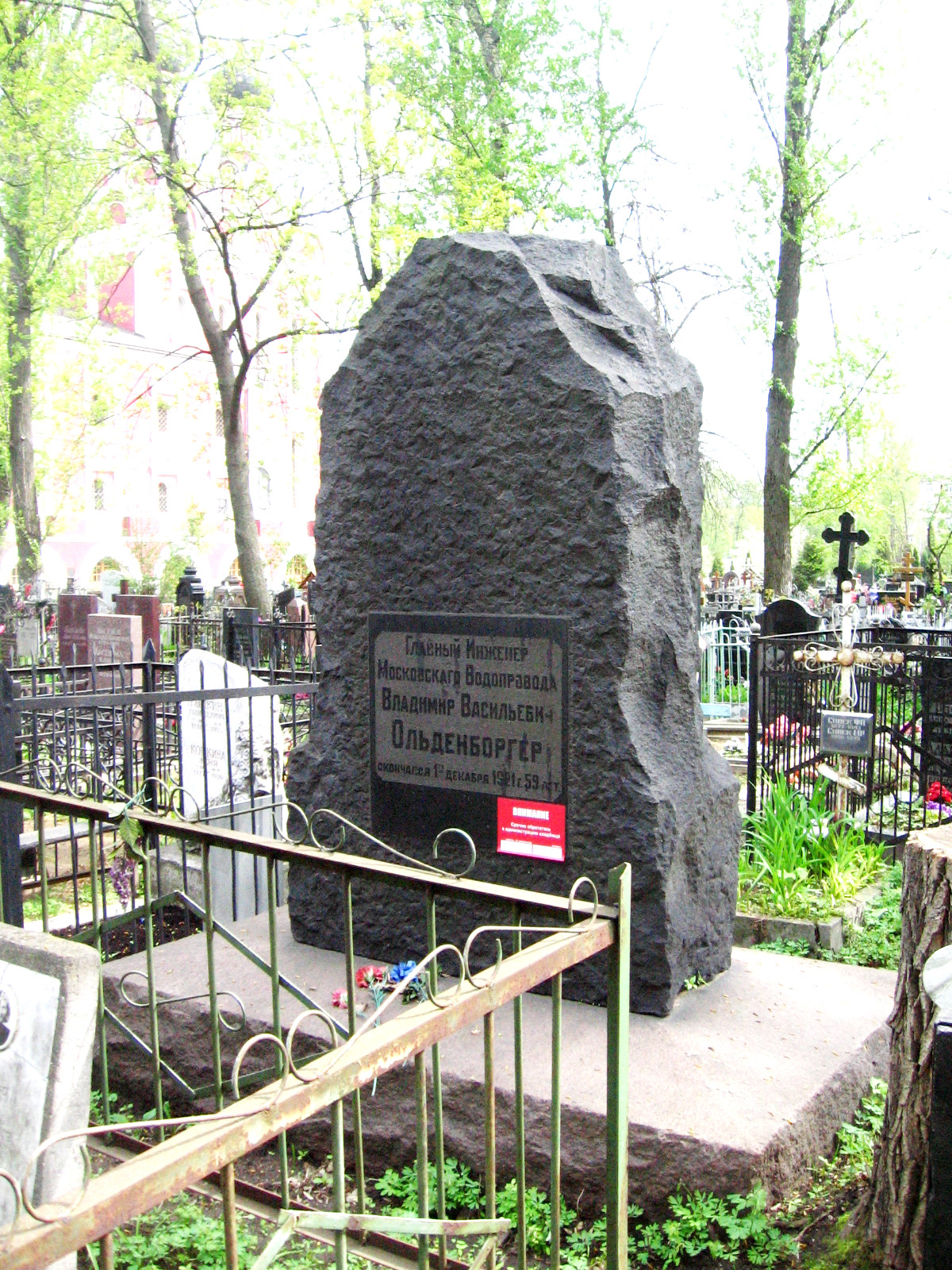
Могила главного инженера Московского водопровода Владимира Ольденборгера